# James Mason (attore 1889)
James Pier Mason (Parigi, 3 febbraio 1889 – Los Angeles, 7 novembre 1959) è stato un attore statunitense.
È apparso in più di 170 film tra il 1914 e il 1952, spesso nel ruolo del cattivo o dello scagnozzo nei western, e talvolta è stato accreditato come Jim Mason .  Una performance memorabile è stata quella di The Penalty degli anni '20, nei panni del criminale tossicodipendente che spara al personaggio di Lon Chaney, Blizzard, negli ultimi istanti del film.

## Biografia
Nacque a Parigi, in Francia, il 3 febbraio 1889 da James Kent Mason e Katie Evelyn Pier. I suoi genitori erano di Manhattan, New York e tornarono negli Stati Uniti dopo la sua nascita. Mason morì a Hollywood, Los Angeles (California), per un attacco di cuore il 7 novembre 1959 

## Filmografia parziale
- Nan of Music Mountain, regia di  George Melford (1917)
- Il fuggiasco (The Border Wireless), regia di  William S. Hart (1918)
- The Squaw Man, regia di  Cecil B. DeMille (1918)
- A Daughter of the Wolf, regia di  Irvin Willat (1919)
- Something to Do, regia di  Donald Crisp (1919)
- The Penalty, regia di  Wallace Worsley (1920)
- Scars of Jealousy, regia di  Lambert Hillyer (1923)
- Metropoli in fiamme (Barriers Burned Away), regia di  W. S. Van Dyke (1925)
- Amore e mare  (Across to Singapore), regia di William Nigh (1928)
- L'ultimo eroe (The Last of the Duanes), regia di  Alfred L. Werker (1930)
- Perdizione (The Story of Temple Drake), regia di Stephen Roberts (1933)
- The Last Round-Up, regia di  Henry Hathaway (1934)
- Laughing Boy, regia di  W. S. Van Dyke (1934)
- Lucky Cisco Kid, regia di  H. Bruce Humberstone (1940)